# Mancomunitat Castellana
La Mancomunitat Castellana va ser un projecte fallit de creació d'una mancomunitat entre diferents diputacions de províncies castellanes.

## Història
El 18 de desembre de 1913 Alfons XIII va sancionar el Reial Decret de Mancomunitats Provincials. Tot i que la llei era aplicable a la totalitat de províncies espanyoles, finalment només les quatre províncies catalanes en van fer ús, formant la Mancomunitat de Catalunya.
Arran de la creació de la Mancomunitat de Catalunya el 6 d'abril del 1914, va créixer a Castella el sentiment d'assolir el mateix estatus polític que Catalunya. Però ja abans de la creació de la mancomunitat catalana, el 4 de gener de 1914 i a proposta del president de la Diputació de Valladolid, es va debatre amb diverses províncies “per constituir la Mancomunitat Castellana”. Aquell mateix any, el 13 de juliol de 1914, la Diputació Provincial de Lleó va acordar apostar per la Mancomunitat amb aquestes paraules: «1°. La mancomunidad con el mayor número de provincias castellanas, procurando se denomine de Castilla y León: 2°. Que las Juntas generales se celebren cada año en una de las provincias mancomunadas: 3°. Que la Comisión o Consejo permanente tengan representación en él las provincias de mayor número de habitantes, y 4°. Nombrar representantes de esta Diputación a los Sres. Argüello, Gullón, Domínguez Berrueta y Presidente».
Dos anys després, l'abril de 1916, el diari burgalès La Voz de Castilla abraçava la causa regionalista castellana adoptant el subtítol d'Órgano defensor del regionalismo castellano, que va conservar fins al seu últim número el 1921.
El 1914, el prohom santanderí Leopoldo Pardo, al Boletín de comercio de Santander, es manifestava a favor que l'antiga província de Santander es mancomunés amb les províncies germanes de Burgos, Salamanca, Sòria, Zamora, Àvila, Segòvia, Palència, Valladolid, Santander i Lleó. Anys després, el 1923, José del Río «Pick» va ser l'exponent més gran de la tesi castellanista a Cantàbria, aquella que defensava la vinculació de la província de Santander dins Castella la Vella amb la publicació dels articles «El problema regional: Necesidad de la provincia en Castilla la Vieja» i «La personalidad de Santander. Castellanos por interés y por amor». Sobre la integració de la província de Santander a la Mancomunitat, afirmava: «Pero esta tendencia nuestra a la Mancomunidad de Castilla no supone ni puede suponer que nuestra personalidad regional pueda ser absorbida. La Mancomunidad Castellana, si se establece, debe ser una federación de comarcas de abolengo castellano en la que cada una conservará sus particularidades propias. Santander, asimismo, con vida regional en sí misma pero dentro de la gran familia castellana (...)». El 1929, Gustavo San Millán, vicepresident de la Coral Montañesa, va fer una defensa de la castellania de La Montaña (Cantàbria); i quatre anys més tard, el 1933, Elofredo García, alcalde de Santander, va afirmar que Santander era el «port únic i natural» de Castella i el desenvolupament econòmic castellà «el principi de la futura autonomia regional». Consuelo Berges Rábago també va defensar la castellania de La Montaña en un article de 1932.
La Diputació Provincial de Madrid, previ acord pres el 2 de desembre de 1918 a Burgos per les diputacions d'una sèrie de províncies (Missatge de Castella), va fer una proposta de creació de la Mancomunitat Castellana. Pocs dies després, el gener de 1919, algunes diputacions —les de Castella la Vella i Lleó— reunides a Segòvia van fer alguns passos per constituir-se en autonomia regional i les Bases de Segòvia van ser el resultat dels seus treballs.
En aquell mateix any de 1918, l'escriptor i economista de Ciudad Real Francisco Rivas Moreno es va mostrar partidari que Castella formés una regió. En aquest sentit, afirmava: «De absurda califico la afirmación de que Castilla no puede formar región porque carece de dialecto». El mateix autor es va declarar fill de Castella afirmant el següent: «Para los hijos de Castilla, la idea de Patria está colocada en el altar de las más puras adoraciones, y el mayor placer es ofrendarla todo linaje de sentimientos nobles y de acciones generosas, anhelosos de ver a la madre común disfrutar de grandes prosperidades».
La creació de la Mancomunitat Castellana no va prosperar, però anys després, el 1926, el burgalès Gregorio Fernández Díez es va mostrar partidari de la mancomunació de les províncies castellanes per emprendre projectes d'interès comú en el seu llibre El valor de Castilla. Sobre els treballs del 1918 i del 1919 per crear la Mancomunitat Castellana, encara que només es tractava d'una mancomunitat castellanolleonesa, va dir: «a fines de 1918, el Madrid político, el Parlamento iba ya a otorgarnos la autonomía integral, cuando las Diputaciones castellanas se levantaron proclamando que Castilla necesitaba al mismo tiempo, ni antes ni después, otro Estatuto para su autonomía».